# Подофицир
Подофицир (енгл. non-commissioned officer - NCO) је звање за припадника нижег старешинског кадра у оружаним снагама. Подофицир командује одељењем или водом, обавља административне и друге послове у основним јединицама, командама и установама, управља магацинима и складиштима, а према потребама и оспособљености обавља и друге задатке. По улози и месту у војној организацији, подофицири су најнепосредније старешине у јединицама.

## Настанак и развој
До 15. века подофицирски чинови нису постојали: постојала су једино звања која суштински одговарају савременом појму подофицира. У римским легијама ниже старешине звале су се principales, а старешине десетине - decurion. У византијској војсци, десетар у пешадији је lohag, а у коњици dekarh. У руској средњовековној војсци, као и у српској војсци Немањића, постојало је звање десетника.
Тек појавом стајаћих војски у 17. и 18. веку појављују се први подофицирски чинови: каплар, поднаредник и наредник, који у већини армија постоје и данас. Подофицирски кадар је све до Првог светског рата регрутован међу војницима, па је друштвено и класно био потпуно одвојен од официра, који су регрутовани из средње и више класе и школовани на војним академијама.
После Првог светског рата, упоредо са све сложенијом техничком опремљеношћу војски, у већини армија отварају се подофицирске школе, како би се обезбедио стручан подофицирски кадар за обуку војника у руковању модерним врстама оружја.

## У војсци Србије
У Војсци Србије (као и у бившој ЈНА, Војсци Југославије и Војсци Србије и Црне Горе) подофицирски чинови су (од најнижег до највишег): водник, водник прве класе, старији водник, старији водник прве класе, заставник и заставник прве класе.
Чинови подофицира у Војсци Србије:
|                                        | Копнена Војска (КоВ)      | Ратно ваздухопловство и Противваздухопловна Одбрана (РВ и ПВО) | Речна Флотила             |
| -------------------------------------- | ------------------------- | -------------------------------------------------------------- | ------------------------- |
| Виши подофицирски чинови Војске Србије | Заставник прве класе      | Заставник прве класе                                           | Заставник прве класе      |
| Виши подофицирски чинови Војске Србије | Заставник                 | Заставник                                                      | Заставник                 |
| Нижи подофицирски чинови Војске Србије | Старији водник прве класе | Старији водник прве класе                                      | Старији водник прве класе |
| Нижи подофицирски чинови Војске Србије | Старији водник            | Старији водник                                                 | Старији водник            |
| Нижи подофицирски чинови Војске Србије | Водник прве класе         | Водник прве класе                                              | Водник прве класе         |
| Нижи подофицирски чинови Војске Србије | Водник                    | Водник                                                         | Водник                    |